# Valenciennea immaculata
Valenciennea immaculata es una especie de peces de la familia de los Gobiidae en el orden de los Perciformes.

## Morfología
Los machos pueden llegar a alcanzar los13 cm de longitud total.

## Hábitat
Es un pez de Mar y, de clima tropical (22 °C-27 °C)

## Distribución geográfica
Se encuentra en el Pacífico occidental: Taiwán, Macao, Hong Kong, las Filipinas y desde Australia Occidental hasta Sídney  (Nueva Gales del Sur, Australia) y Tonga.

## Observaciones
Es inofensivo para los humanos.